# Goniothalamus laoticus
Goniothalamus laoticus là loài thực vật có hoa thuộc họ Na. Loài này được (Finet & Gagnep.) Bân mô tả khoa học đầu tiên năm 1974.